# Liste des îles de Croatie

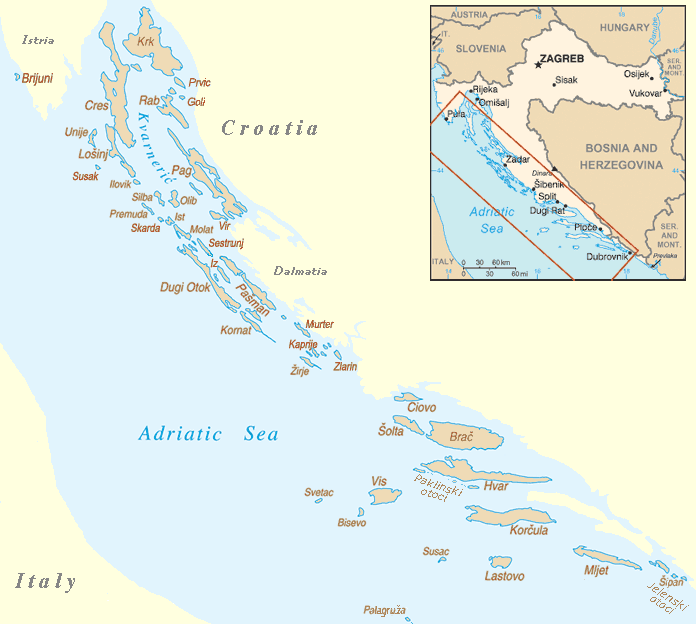
Carte des principales îles de Croatie

La Croatie compte en mer Adriatique 698 îles, 389 îlots et 78 récifs ce qui fait de l'archipel croate le plus important de la mer Adriatique et le second plus important de la mer Méditerranée (l'archipel grec étant le plus important). Les îles de Croatie totalisent 4 058 km de côte. A ce titre, la Croatie fait partie de la Fédération des petites îles européennes depuis 2014.

## Îles habitées
Les îles de Croatie sont habitées depuis la préhistoire (Hvar était déjà habitée entre 3500 et 2500 av. J.-C.). Aujourd'hui, sur les 698 îles de Croatie, 47 sont habitées, dans le sens où au moins une personne y réside de façon permanente. Certaines sources donnent le chiffre de 66 îles habitées mais c'est le nombre d'îles avec une habitation, 19 de ces îles ayant perdu leurs habitants en raison de l'insuffisante activité économique.
Les principales activités économiques sur les îles de Croatie sont l'agriculture (principalement la viticulture et la culture de l'olive), la pêche et le tourisme. Comme souvent dans les îles méditerranéennes calcaires, l'eau est rare, les terres arables réduites et beaucoup de produits et de denrées importés du continent sont plus chers qu'ailleurs : par conséquent le gouvernement de Croatie fournit un certain nombre d'aides et de protections grâce au Zakon o otocima afin de stimuler l'économie des îles. Ces aides incluent des réductions sur le prix des ferrys ou sur celui des ponts.
Habitées dès le néolithique, Illyriennes à l'époque protohistorique, certaines des îles ont connu dans l'antiquité une colonisation syracusaine avant de passer sous les dominations successives des Romains jusqu'au Ve siècle, des Byzantins jusqu'au XIe siècle, des Vénitiens jusqu'au XVIIIe siècle, des Français pendant le règne de Napoléon Bonaparte, des Habsbourg austro-hongrois de 1815 à 1918, puis de la Yougoslavie jusqu'en 1991 (et, pour quelques-unes, des Italiens de 1918 à 1945) ; elles sont toutes croates depuis 1991. Peuplées de Dalmates depuis l'époque romaine et de Slaves méridionaux croates depuis le VIe siècle, la plupart d'entre elles ont plusieurs noms, dont certains remontent aux Grecs antiques : ainsi, Cres a été appelée Chersos signifiant « promontoire » en grec, d'où viennent ses noms latin Cherso et slave Cres. Seuls les noms croates sont officiels.

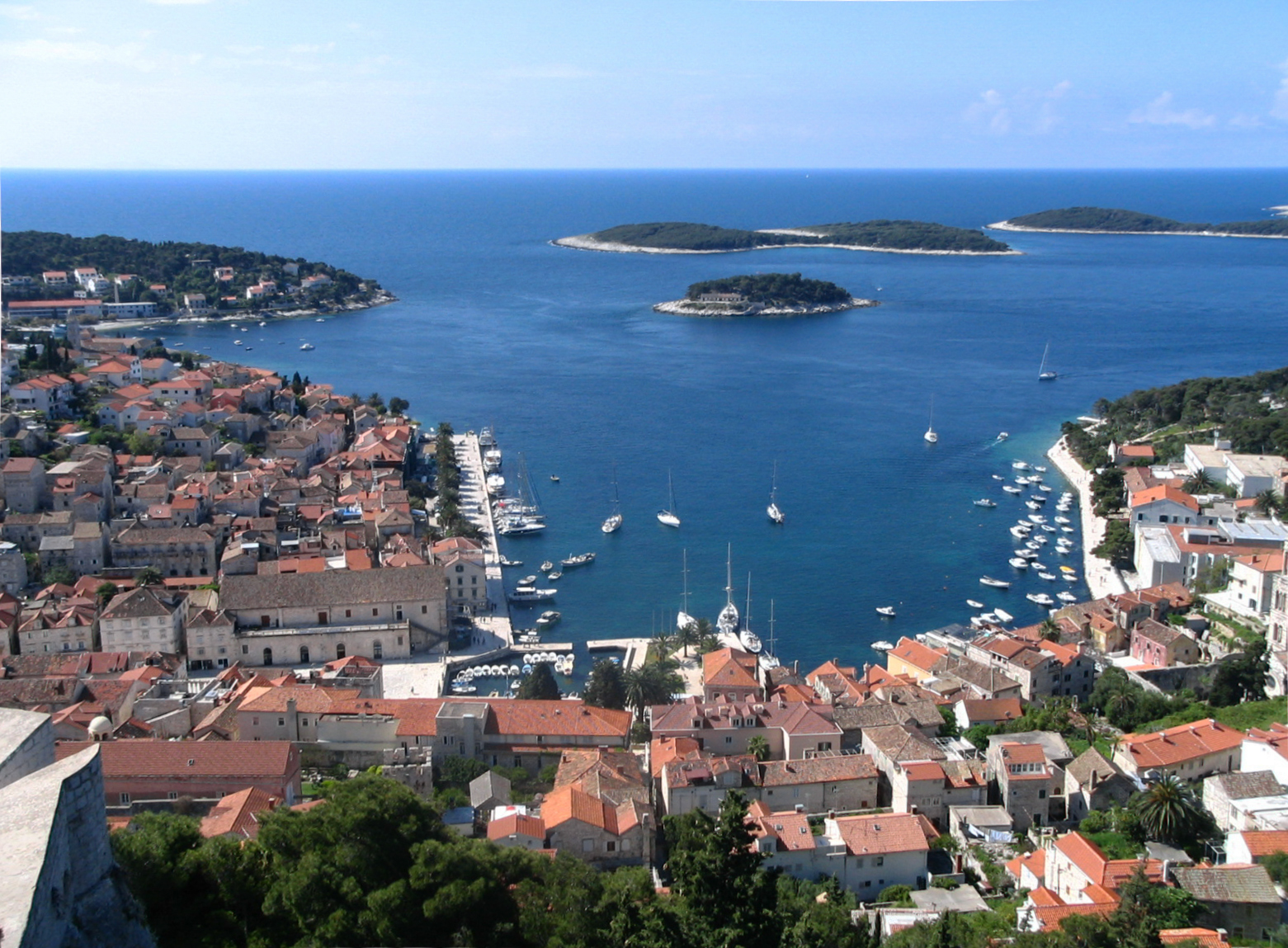
Le port de la ville Hvar, sur l'île de Hvar.
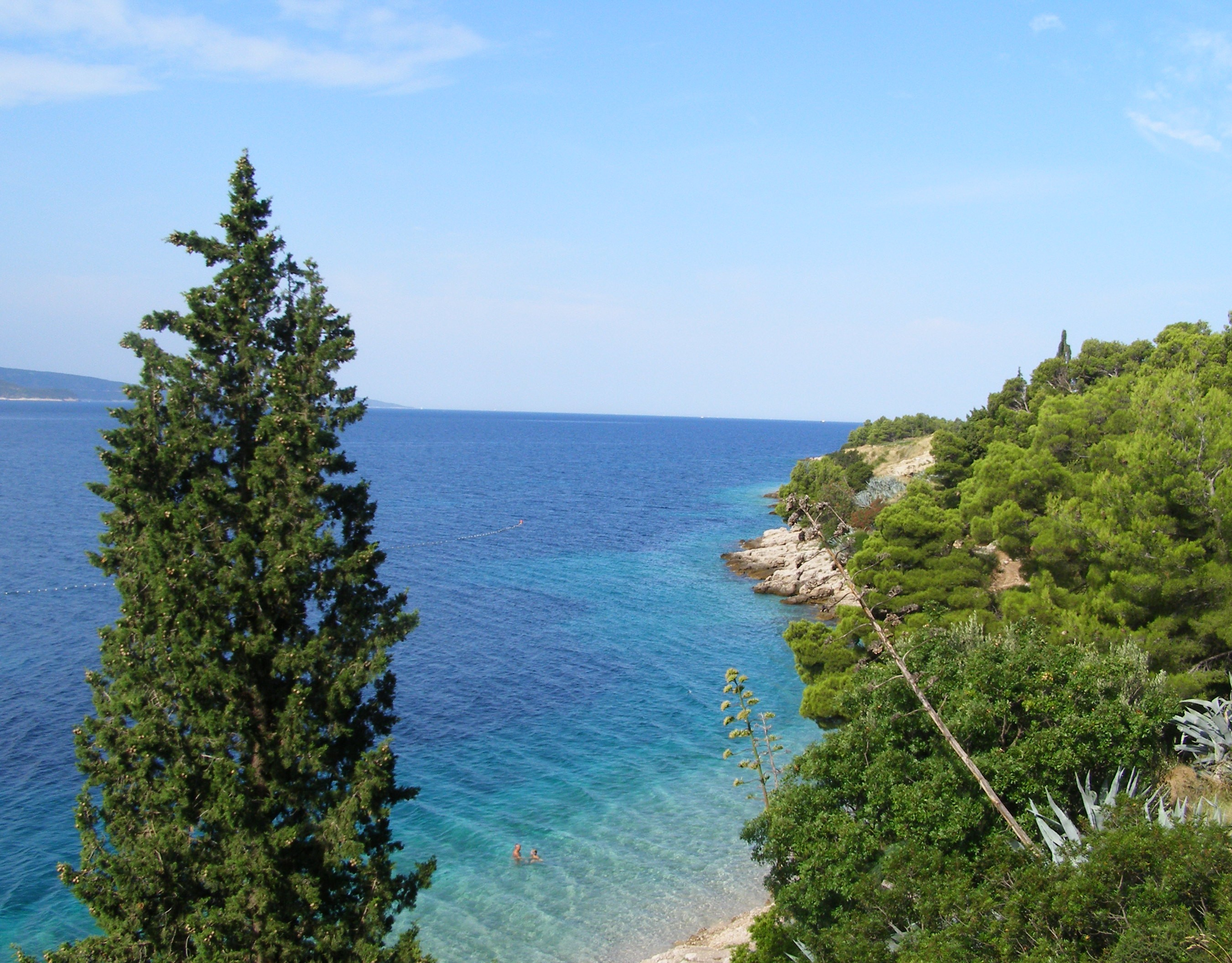
Une plage d'île de Brač.
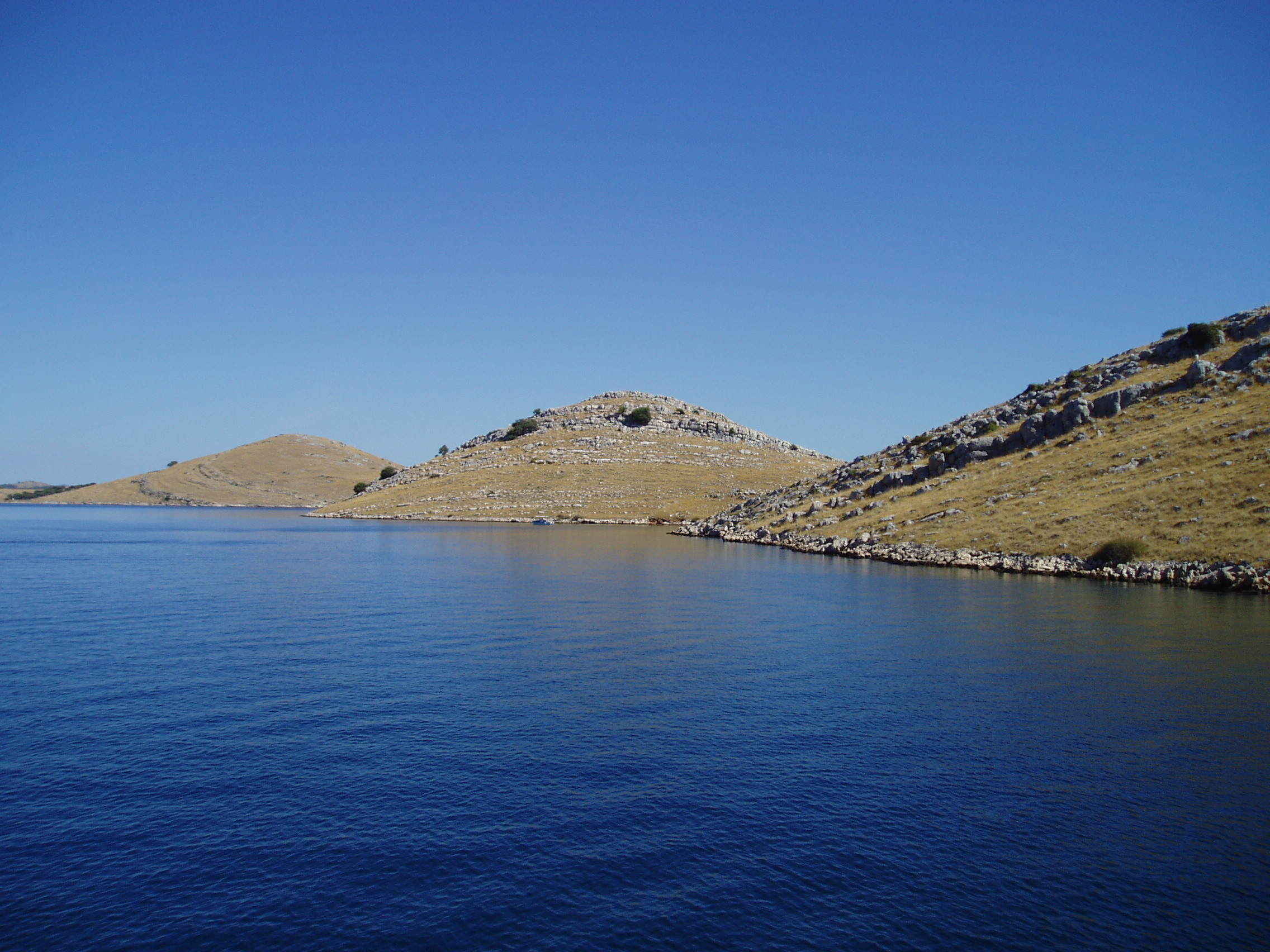
L'archipel des Kornati.
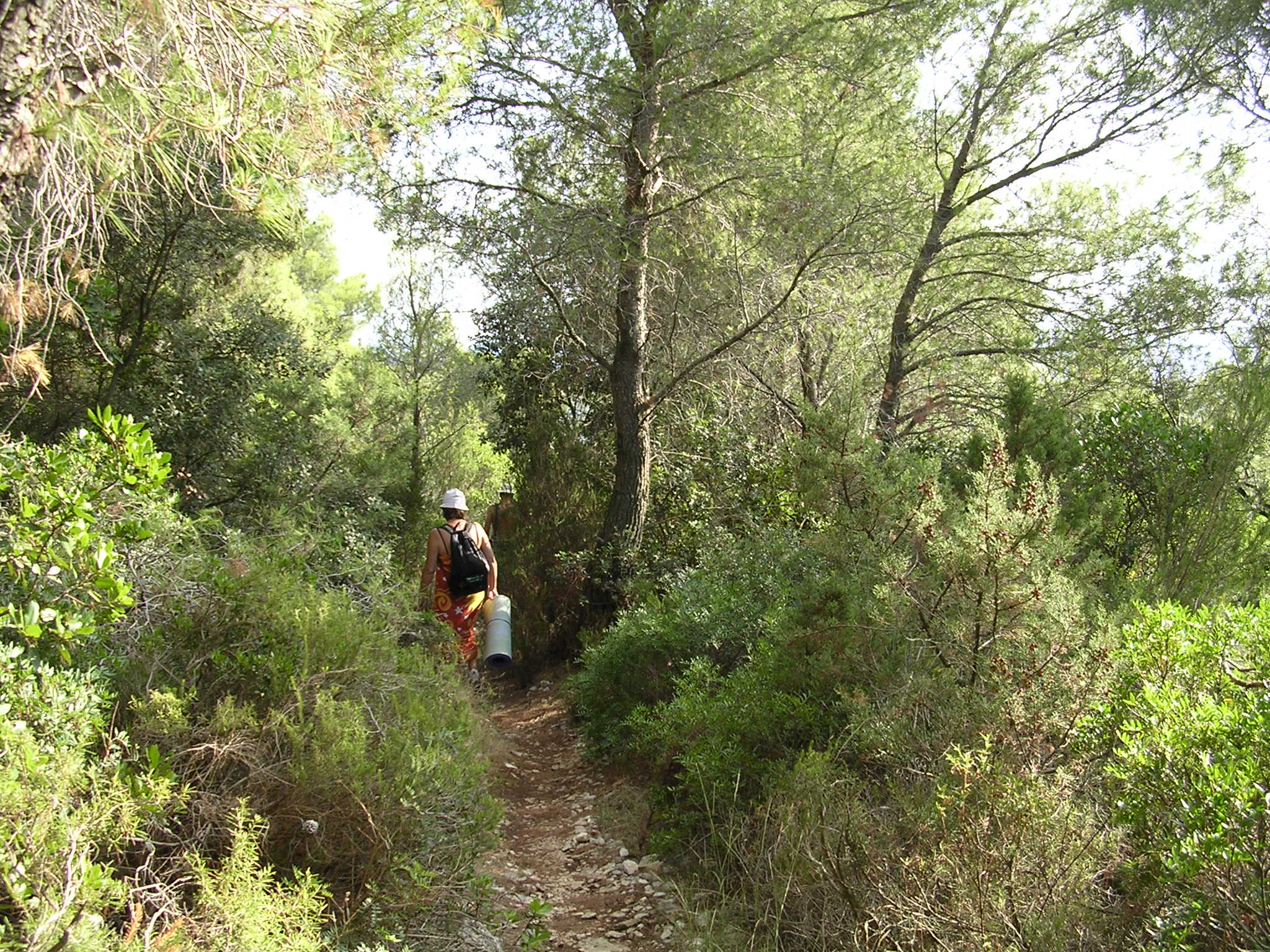
Une forêt sur l'île de Vis.
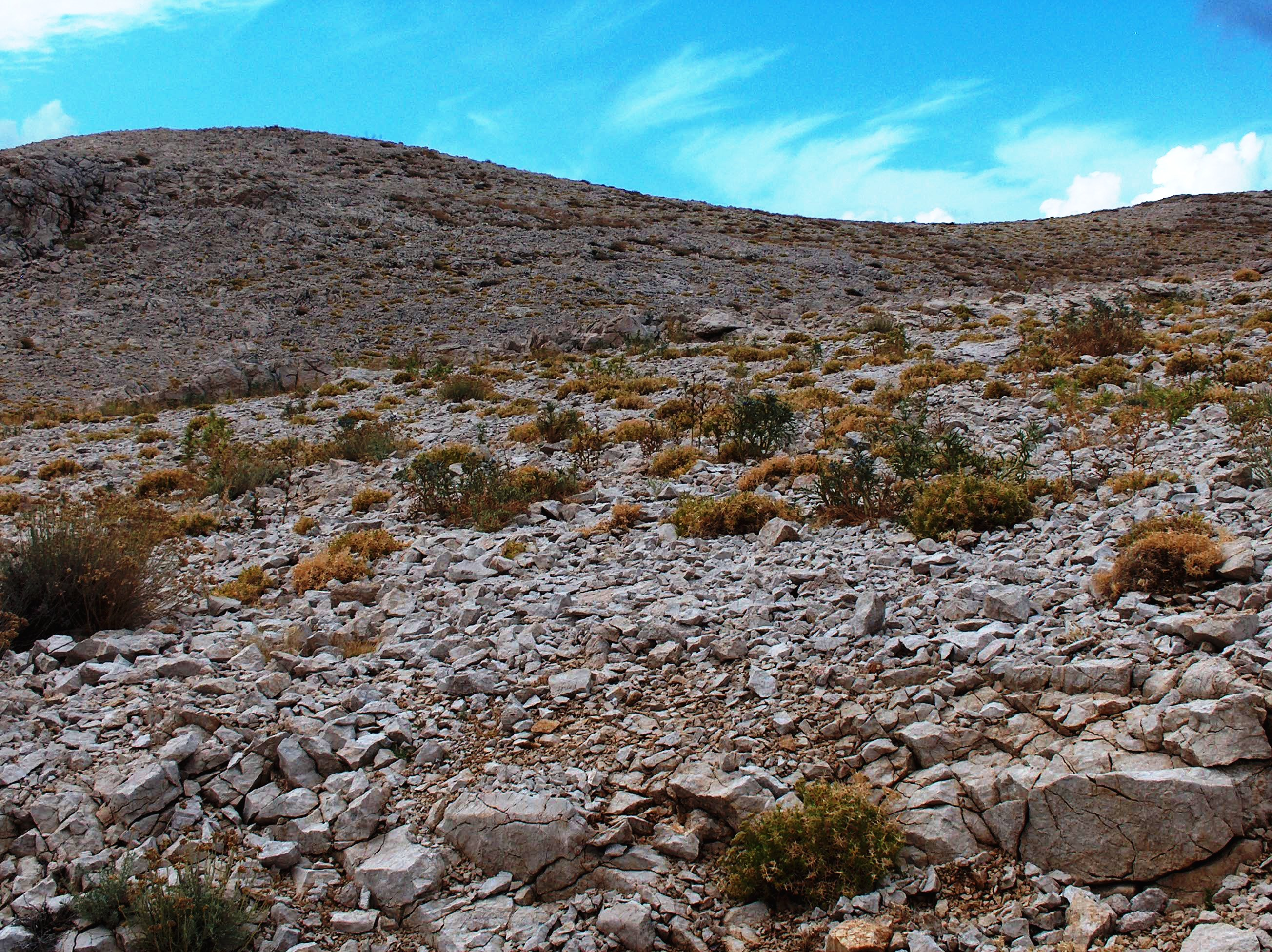
L'île de Rab.
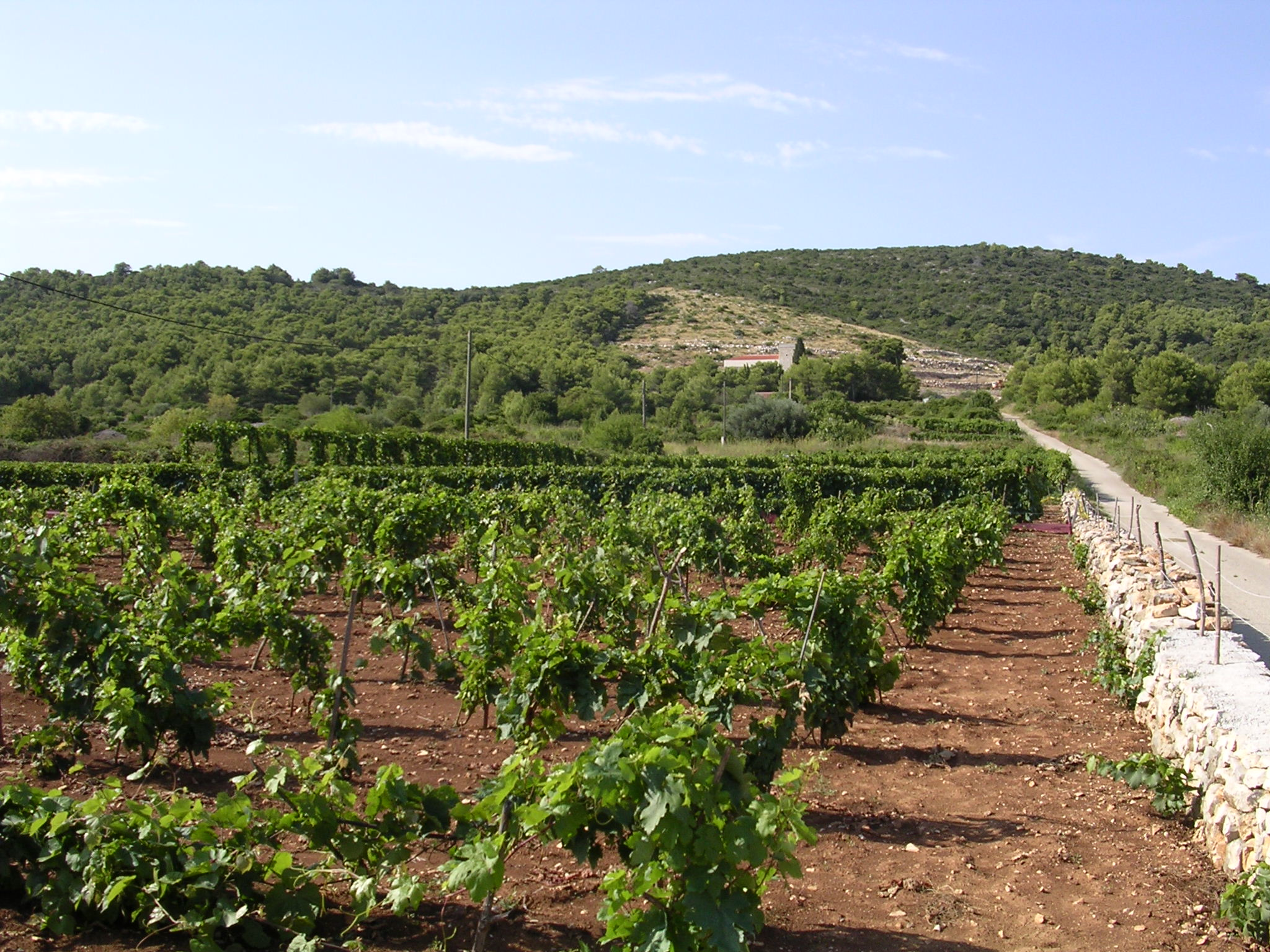
Un vignoble sur l'île de Vis.
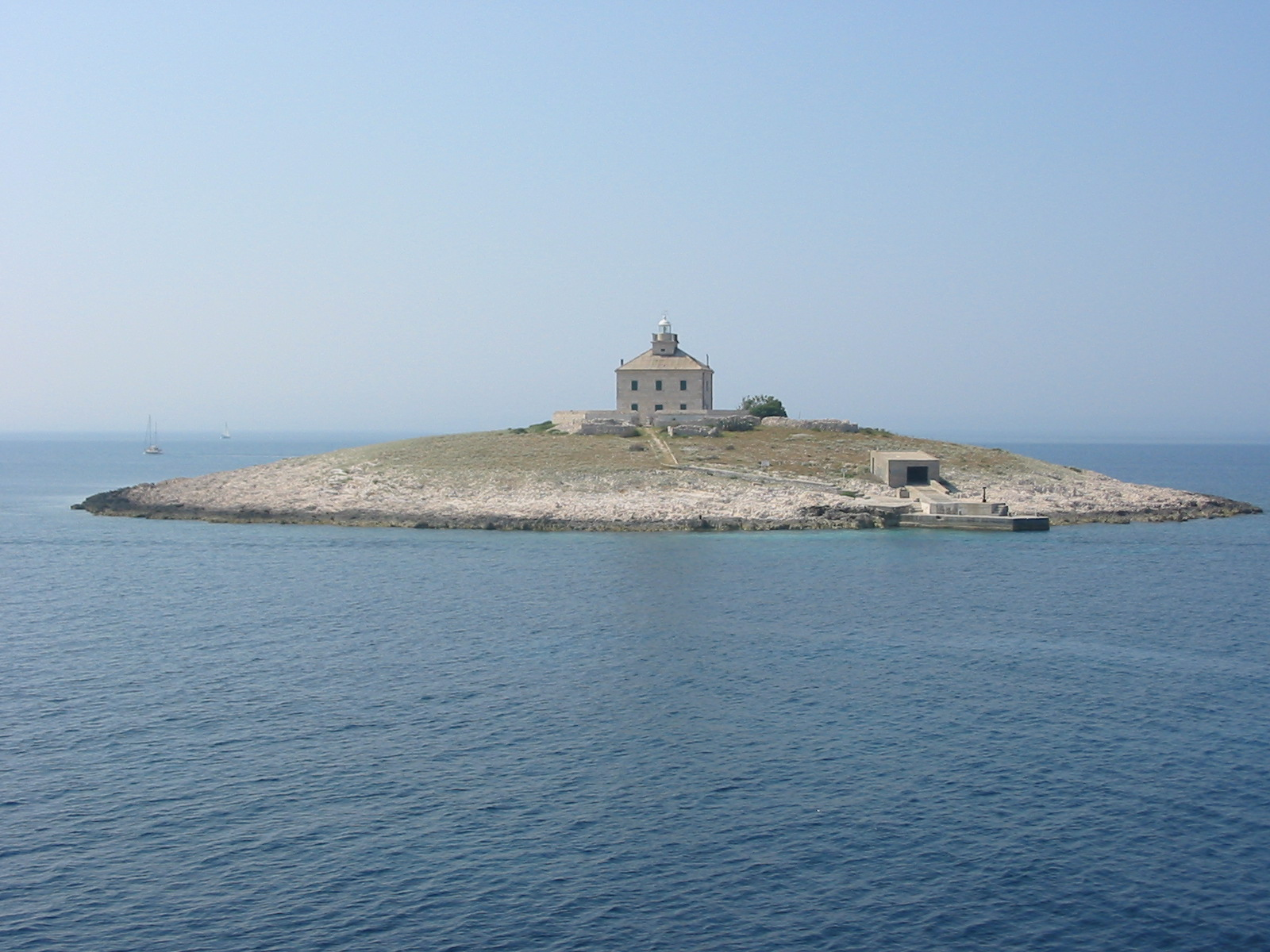
Pokonji Dol.

| Île            | Population | Superficie (km2) | Point culminant (mètres) | Densité de population (hab./km2) | Coordonnées                  | Nom avant 1918        | Notes |
| -------------- | ---------- | ---------------- | ------------------------ | -------------------------------- | ---------------------------- | --------------------- | --- |
| Krk            | 17860      | 405.78           | 568                      | 44.0                             | 45° 04′ N, 14° 36′ E         | Veglia                | |
| Korčula        | 16182      | 276.03           | 569                      | 58.6                             | 42° 56′ N, 16° 54′ E         | Curzola               | |
| Brač           | 14031      | 394.57           | 780                      | 35.6                             | 43° 19′ N, 16° 38′ E         | Brazza                | ,À l'origine du nom de Pierre Savorgnan de Brazza, lui-même à l'origine du nom de Brazzaville. |
| Hvar           | 11103      | 299.66           | 628                      | 37.1                             | 43° 09′ N, 16° 47′ E         | Lesina                | |
| Rab            | 9480       | 90.84            | 410                      | 104.4                            | 44° 46′ N, 14° 46′ E         | Arbe                  | |
| Pag            | 8398       | 284.56           | 349                      | 29.5                             | 44° 29′ N, 14° 58′ E         | Pago                  | |
| Lošinj         | 7771       | 74.68            | 589                      | 104.1                            | 44° 35′ N, 14° 24′ E         | Lussino               | Contrairement à ses voisines, yougoslaves dès 1918, Lošinj devint italienne et le resta jusqu'au traité de paix de Paris en 1947. |
| Ugljan         | 6182       | 50.21            | 286                      | 123.1                            | 44° 05′ N, 15° 10′ E         | Oliano, San Michele   | |
| Murter         | 5060       | 18.60            | 125                      | 272.0                            | 43° 48′ N, 15° 37′ E         | Stretto               | |
| Čiovo          | 4455       | 28.80            | 217                      | 154.7                            | 43° 30′ N, 16° 17′ E         | Bua                   | |
| Vis            | 3617       | 90.26            | 587                      | 40.1                             | 43° 03′ N, 16° 09′ E         | Isa, Lissa            | Deux batailles navales, en 1811 entre Anglais et Français, et en 1866 entre les Italiens et les Austro-hongrois, se déroulèrent dans les eaux de Vis. Lors de la Seconde Guerre mondiale l'île fut un refuge de Josip Broz Tito puis devînt une base de la marine militaire yougoslave jusqu'en 1991. |
| Cres           | 3184       | 405.78           | 639                      | 7.8                              | 44° 51′ N, 14° 24′ E         | Cherso                | Contrairement à la plupart des îles dalmates, yougoslaves dès 1918, Cres devint italienne et le resta jusqu'au traité de paix de Paris en 1947. |
| Pašman         | 2711       | 63.34            | 272                      | 42.8                             | 43° 57′ N, 15° 21′ E         | San Cosimo            | |
| Dugi Otok      | 1772       | 114.44           | 337                      | 15.5                             | 44° 01′ N, 15° 02′ E         | Lunga, Grossa         | |
| Vir            | 1608       | 22.38            | 112                      | 71.9                             | 44° 18′ N, 15° 04′ E         | Puntadura             | |
| Šolta          | 1479       | 58.98            | 236                      | 25.1                             | 43° 22′ N, 16° 19′ E         | Solta                 | |
| Mljet          | 1111       | 100.41           | 513                      | 11.1                             | 42° 45′ N, 17° 32′ E         | Meleda                | |
| Lastovo        | 835        | 46.87            | 415                      | 17.8                             | 42° 45′ N, 16° 52′ E         | Lagosta               | Contrairement à ses voisines, yougoslaves dès 1918, Lastovo devint italienne et le resta jusqu'au traité de paix de Paris en 1947. |
| Iž             | 557        | 17.59            | 168                      | 31.7                             | 44° 02′ N, 15° 07′ E         | Eso                   | |
| Prvić          | 453        | 2.37             | 75                       | 191.1                            | 43° 43′ 50″ N, 15° 47′ 30″ E | Pervicchio            | |
| Šipan          | 436        | 15.81            | 224                      | 27.6                             | 42° 44′ N, 17° 52′ E         | Giuppana              | Une des îles Élaphites ou Jelenski (« îles aux cerfs », du grec Elaphos) |
| Koločep        | 294        | 2.4              | 125                      | 122.5                            | 42° 40′ 20″ N, 18° 00′ 30″ E | Calamotta             | Une des îles Élaphites. |
| Zlarin         | 276        | 8.19             | 169                      | 33.7                             | 43° 41′ N, 15° 51′ E         | Slarino               | |
| Lopud          | 269        | 4.63             | 216                      | 58.1                             | 42° 41′ N, 17° 57′ E         | Isola di Mezzo        | Une des îles Élaphites. |
| Silba          | 265        | 14.98            | 83                       | 17.7                             | 44° 22′ N, 14° 42′ E         | Selve                 | |
| Vrgada         | 242        | 3.7              | 115                      | 65.4                             | 43° 51′ N, 15° 30′ E         | Vergada               | [ 15 ] |
| Krapanj        | 237        | 0.36             | 1.5                      | 658.3                            | 43° 40′ 20″ N, 15° 54′ 50″ E | Crappano              | [ 16 ] |
| Molat          | 207        | 22.82            | 148                      | 9.1                              | 44° 14′ N, 14° 51′ E         | Molada                | |
| Ist            | 202        | 9.7              | 174                      | 20.8                             | 44° 16′ 30″ N, 14° 46′ 00″ E | Isto                  | [ 17 ] |
| Susak          | 188        | 3.8              | 98                       | 49.5                             | 42° 45′ 40″ N, 16° 30′ 40″ E | Sansego               | En 1918, Susak devint italienne et le resta jusqu'au traité de paix de Paris en 1947. |
| Drvenik Veliki | 168        | 12.07            | 178                      | 13.9                             | 43° 26′ 40″ N, 16° 08′ 40″ E | Zirona grande         | |
| Olib           | 147        | 26.09            | 74                       | 5.6                              | 44° 22′ N, 14° 47′ E         | Ulbo                  | |
| Kaprije        | 143        | 6.97             | 132                      | 20.5                             | 43° 42′ N, 15° 42′ E         | Capraia               | |
| Žirje          | 124        | 15.06            | 134                      | 8.2                              | 43° 39′ N, 15° 40′ E         | Zuri                  | |
| Ilovik         | 104        | 5.2              | 92                       | 20.0                             | 44° 27′ N, 14° 33′ E         | Asinello              | En 1918, Ilovik devint italienne et le resta jusqu'au traité de paix de Paris en 1947. |
| Rava           | 98         | 3.6              | 98                       | 27.2                             | 44° 01′ 30″ N, 15° 04′ 00″ E | Rava                  | [ 20 ] |
| Unije          | 90         | 16.92            | 132                      | 5.3                              | 44° 39′ N, 14° 15′ E         | Unio                  | En 1918, Unije devint italienne et le resta jusqu'au traité de paix de Paris en 1947. |
| Premuda        | 58         | 9.25             | 88                       | 6.3                              | 44° 19′ 30″ N, 14° 37′ 30″ E | Premuda               | |
| Drvenik Mali   | 54         | 3.3              | 79                       | 16.4                             | 43° 26′ 50″ N, 16° 04′ 40″ E | Zirona piccola        | [ 21 ] |
| Sestrunj       | 48         | 11.1             | 185                      | 4.3                              | 44° 10′ N, 14° 59′ E         | Sestrugno             | [ 22 ] |
| Zverinac       | 48         | 4.2              | 111                      | 11.4                             | 44° 09′ 30″ N, 14° 55′ 10″ E | Sferina               | [ 23 ] |
| Rivanj         | 22         | 4.4              | 112                      | 5.0                              | 44° 09′ 15″ N, 15° 02′ 15″ E | Rivani                | [ 24 ] |
| Biševo         | 19         | 5.8              | 239                      | 3.3                              | 42° 58′ 30″ N, 16° 00′ 30″ E | Busi                  | [ 25 ] |
| Vele Srakane   | 8          | 1.15             | 59                       | 5.3                              | 44° 34′ 50″ N, 14° 18′ 40″ E | Cigate grande         | [ 26 ] |
| Kornat         | 7          | 32.30            | 237                      | 0.2                              | 43° 48′ 20″ N, 15° 19′ 45″ E | Incoronata            | Plus grande île de l'Archipel des Kornati (« couronnées ») |
| Male Srakane   | 2          | 0.605            | 40                       | 3.3                              | 44° 33′ 50″ N, 14° 19′ 50″ E | Cigate piccole        | |
| Lokrum         | 2          | 0.72             | 96                       |                                  | 42° 37′ 40″ N, 18° 07′ 15″ E | Lacroma               | Abrite un jardin botanique |
| Sveti Andrija  | 0          | 0.14             | non disponible           | 0                                | 43° 01′ 28″ N, 15° 45′ 10″ E | Sant'Andrea in Pelago | Également appelée Svetac, l'île n'a plus d'habitants permanents depuis 2009. |

## Archipels
- Absyrtides
- Archipel de Brioni
- Îles Élaphites
- Îles Pakleni
- Archipel des Kornati
- Palagruža
- Archipel de Zadar

## Îles non habitées
- Galešnjak
- Goli Otok
- Sveti Grgur
- Obonjan
- Palagruža
- Pokonji Dol
- Plavnik
- Zeča
- Zirge
- Žut, 14,82 km2

## Îles fluviales
- Sur le Danube (en litige) :
  - Île de Vukovar, serbe revendiquée par la Croatie.
  - Île de Šarengrad, serbe revendiquée par la Croatie.